# 鵜田寺
鵜田寺（うだじ）は、静岡県島田市にある真言宗泉涌寺派の寺院。

## 歴史
758年（天平宝字3年）に開山された。島田市最古の寺である。しかし、1568年（永禄11年）の武田信玄の駿河侵攻で焼失し、天正年間（1573年 - 1592年）に再建された。そのため、山号が「天正山」となっている。
当寺には宝筺印塔がある。この宝筺印塔は虎御前の供養塔といわれている。虎御前は遊女で曾我兄弟の仇討ちで知られる曾我祐成の妾である。また虎御前は島田髷の考案者とされており、毎年9月の第3日曜日に彼女を偲ぶ島田髷祭が執り行われている。

## 文化財
- 鰐口（静岡県指定有形文化財 昭和31年10月17日指定）[3]
- 木造薬師如来坐像（静岡県指定有形文化財 昭和33年4月15日指定）[4]

## 交通アクセス
- 島田駅より徒歩28分。